# Sony Ericsson T100
A Sony Ericsson T100 2003 elején megjelent, háromsávos alsó kategóriás mobiltelefon. Kék, fehér, arany és ezüst színekben volt kapható, hazánkban az alapértelmezett fehéret választották a mobilszolgáltatók.
A telefon 101x67 pixeles monokróm kijelzővel rendelkezik. 99x44x18 milliméteres nagyságával az egyik legkisebb Sony Ericsson-telefon. Súlya 75 gramm. Készenléti ideje 200 óra, beszélgetési ideje közel 6 óra. SMS- és EMS-küldésre egyaránt képes. Rendelkezik a WAP 1.2.1-es verziójával (betárcsázós verzió, GPRS nincs benne).
Később megjelent egy frissített verzió, T105 néven. Az újítás egy frissített gombsor és egy erősebb akkumulátor volt.